# NGC 6712
NGC 6712 est un amas globulaire situé dans la constellation de l'Écu de Sobieski à environ 22 500 a.l. (6,9 kpc) du Soleil et à 11 400 a.l. (3,5 kpc) du centre de la Voie lactée. Il a été découvert par l'astronome germano-britannique William Herschel en 1784. Compte tenu de sa distance de (6,9 kpc), de sa taille de 9,8' et grâce à un calcul simple, l'envergure de cet amas est d'environ 64 a.l.. L'amas s'éloigne passablement de la forme sphérique avec une ellipticité égale à 0,11, cela est probablement dû aux nombreuses rencontres qu'il a subies avec le disque de la Voie lactée.

## Découverte
La découverte de NGC 6712 est attribuée à William Herschel qui l'a catalogué sous la désignation H I.47. Cependant, il est possible qu'il ait été déjà découvert par l'astronome français Guillaume Le Gentil, le 9 juillet 1749. La description et la position de l'objet observé par Le Gentil restent cependant assez vagues. Il le compare à une nébuleuse semblable à M22 (un autre amas globulaire). À cette époque, les optiques n'étaient pas encore suffisamment puissantes pour distinguer la vraie nature de ces « nébuleuses » qui, dans certains cas, s'avéraient être des amas globulaires.
John Herschel a observé l'amas le 27 mai 1830 depuis l'Observatoire royal du cap de Bonne-Espérance en Afrique du Sud. C'est à lui que revient la première description de NGC 6712 en tant qu'amas globulaire sous la désignation GC 4441 dans son catalogue paru en 1864. En 1866, William Huggins a découvert que le spectre de l'amas était continu, prouvant ainsi que ce n'était pas une nébuleuse gazeuse.

## Observation

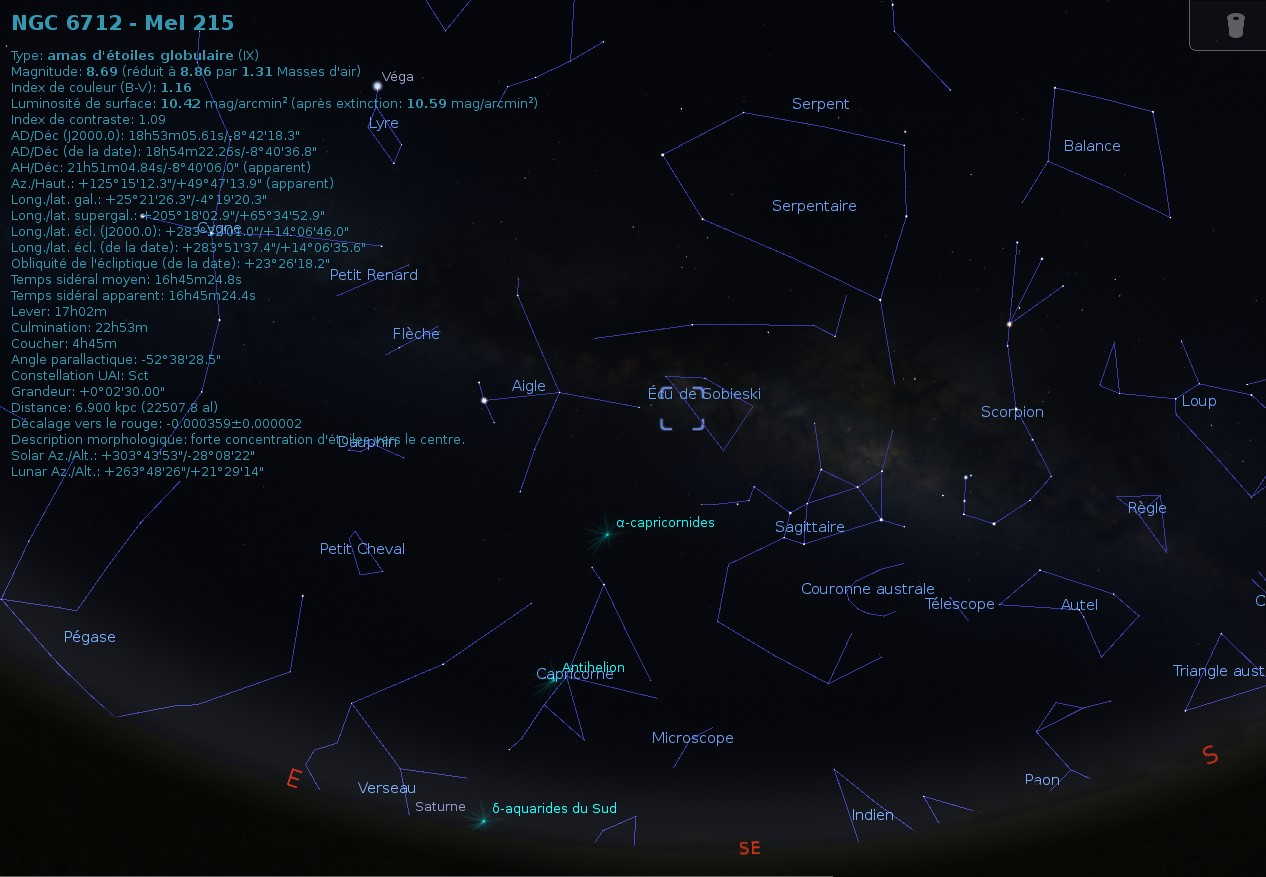
Localisation de NGC 6712 dans la constellation du Écu de Sobieski et données de Stellarium.

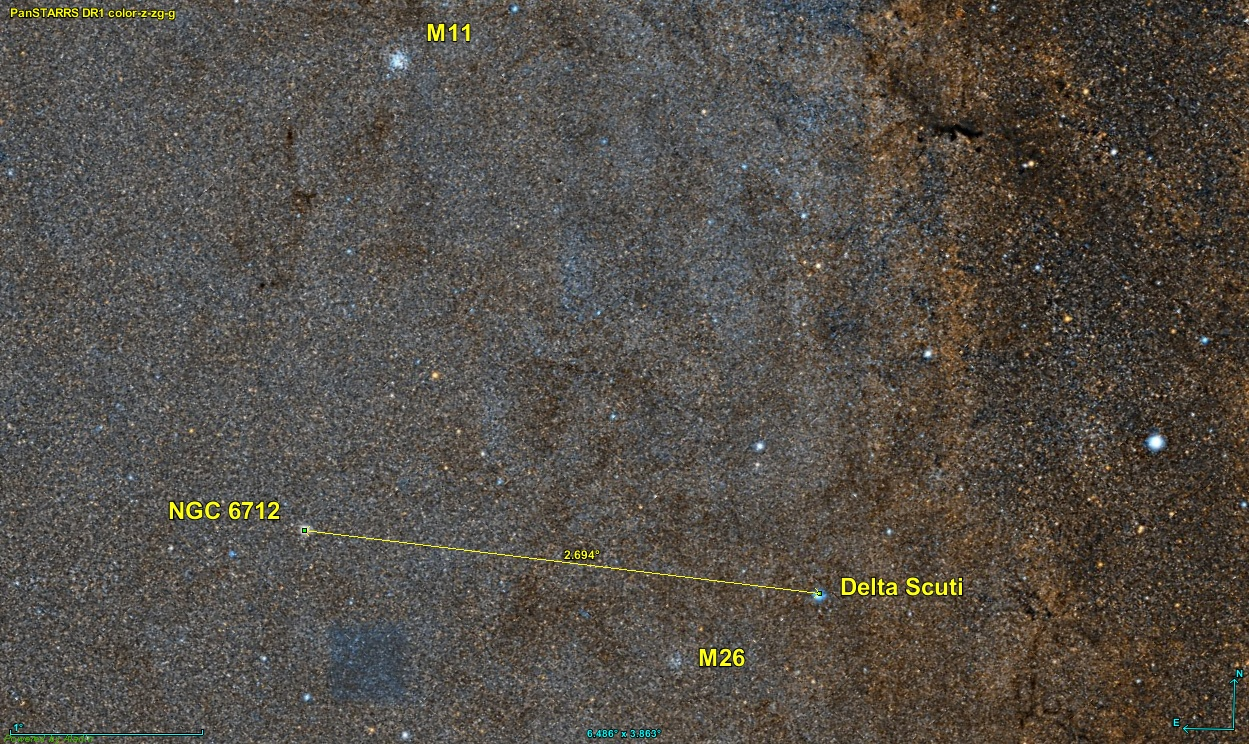
NGC 6712 est à environ 2,7' au nord-est de Delta Scuti.

NGC 6712 est dans la constellation du Écu de Sobieski à environ 2,7 minutes d'arc au nord-est de l'étoile Delta Scuti. Il se situe au sud-est M11 et au nord-est M26, deux amas ouverts, dans une région très peuplée en étoiles puisque traversée par la Voie lactée. Sa magnitude apparente de 8,1 le rend théoriquement accessible avec un petit télescope, mais un télescope d'au moins 200 mm est conseillé pour apercevoir son noyau assez dense et une granulation sans équivoque, avec possiblement quelques-unes de ses étoiles les plus brillantes.

## Caractéristiques

### Classe
La classe de concentration Shapley-Sawyer de NGC 6712 est IX,, ce qui signifie que l'amas est faiblement concentré vers le centre.

### Vitesse
La base de données Simbad indique deux valeurs de la vitesse très semblables : −107,5 ± 0,3 km/s et −107,45 ± 0,29 km/s. La valeur indiquée par Harris est à peu près la même, soit −107,6 ± 0,5 km/s.

### Métallicité, masse et âge
Selon une étude publiée en 2011 par J. Boyles et ses collègues, la métallicité [Fe/H] de l'amas globulaire NGC 6712 est égale à -1,02 et sa masse est égale à 257 000 {\displaystyle M_{\odot }}. Dans cette même étude, la distance de l'amas est aussi estimée à environ 6,9 kpc (∼22 500 al). L'étude publiée par Forbes et Bridges indique une métallicité de -0,94. Une métallicité comprise entre -1,02 et -0,94 signifie que le pourcentage en éléments lourds (plus lourds que l'hydrogène et l'hélium) varie de 9,5% à 11,5% (10-1,02 à 10-0,94) de celui du Soleil.
Après le Big Bang, l'Univers étant surtout composé d'hydrogène et d'hélium, la métallicité était pratiquement nulle. L'univers s'est progressivement enrichi en métaux (éléments plus lourds que l'hélium) grâce à la synthèse de ceux-ci dans le cœur des étoiles. La métallicité des amas du halo de la Voie lactée varie d'un centième à un dixième de la métallicité solaire, ce qui signifie que ces amas se décomposent en deux sous-groupes, les relativement jeunes et les vieux. Selon sa métallicité, NGC 6712 serait donc un amas assez âgé et relativement riche en métaux. Son âge est estimée à 10,4 milliards d'années par Forbes, cependant une autre source plus récente lui confère un âge de 12 milliards d'années.

## Les étoiles de NGC 6712
L'amas renferme environ un million d'étoiles dont 250 000 dont la masse avoisine celle du Soleil. Plusieurs des étoiles de l'amas ont une masse très faible. L'amas a sûrement compté plus d'étoiles dans le passé, car on estime qu'il a perdu une importante partie de sa masse par des rencontres successives avec le disque de la Voie lactée. Sa masse initiale serait de l'ordre de 107 {\displaystyle M_{\odot }}, il a donc perdu environ 99% de sa masse initiale.
Peu d'étoiles variables et un seul pulsar ont été détectées dans l'amas.

### Étoiles variables
Selon une publication parue en 2020, cet amas compte au moins une étoile variable de type RRab qui présente des irrégularités connues sous le nom effet Blazhko (en) non détectés auparavant, neuf variables de type EW (en) et sept de type SR.

### Pulsar et source X
En 2021 est découvert un pulsar au sein de NGC 6712. Dénommé PSR J1853-0842A, il s'agit d'un pulsar de type radio à éclipses (BW), dit « veuve noire ». Il possède un compagnon de très faible masse (~ 0,018 à 0,036 M☉), effectuant régulièrement une éclipse du signal du pulsar. Le pulsar est situé sur une orbite circulaire, effectuant une révolution complète en 4 heures (3,56 heures pour être plus exact). Sa durée de rotation sur lui-même est de 2,15 millisecondes.
L'amas renferme également un système binaire de faible masse ultra compact nommé 4U 1850-087, émettant une importante source de rayons X. Les deux composants tournent l'un autour de l'autre avec une période orbitale de 20,6 min,.

## Galerie

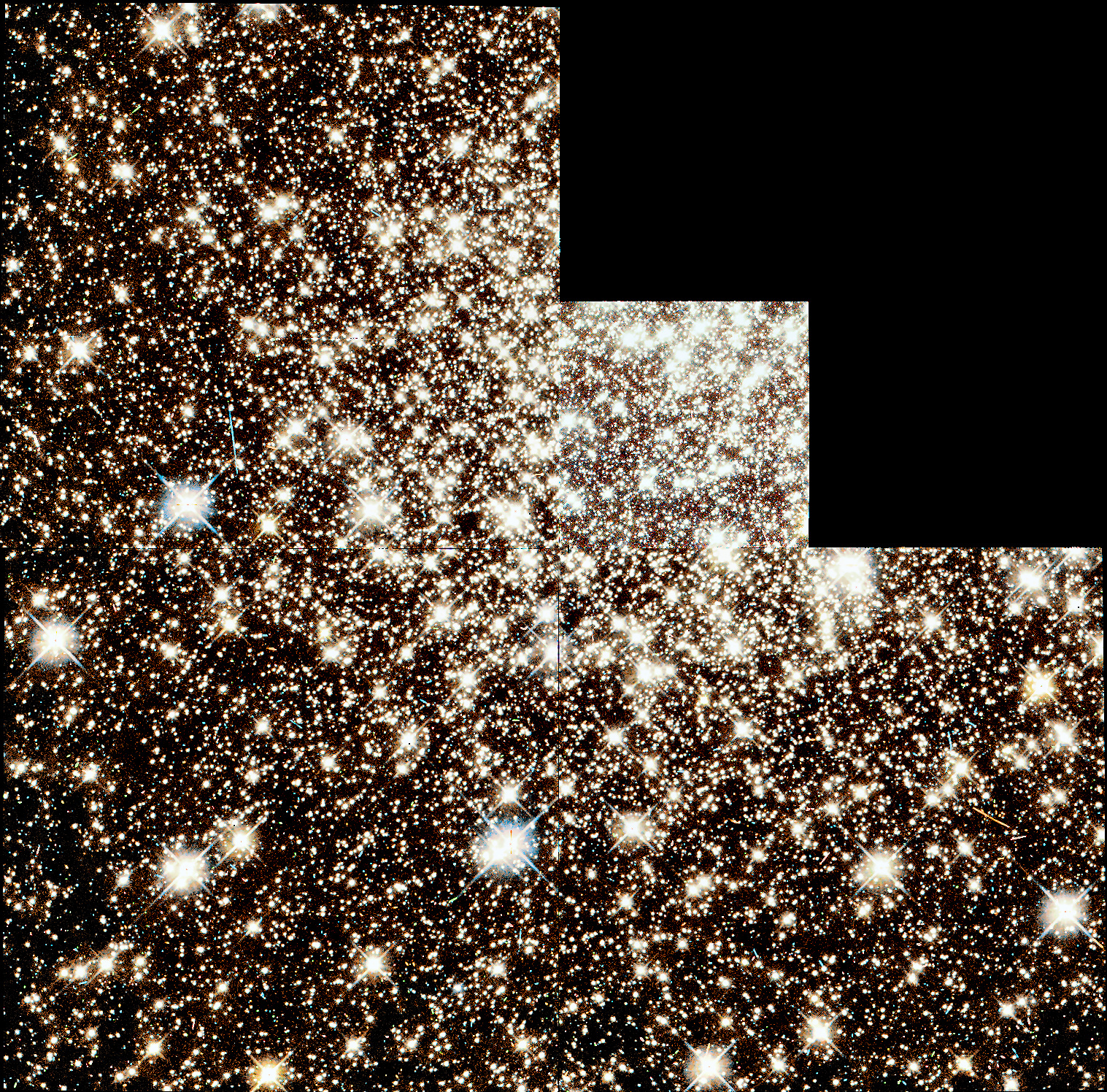
NGC 6712 par le télescope spatial Hubble.
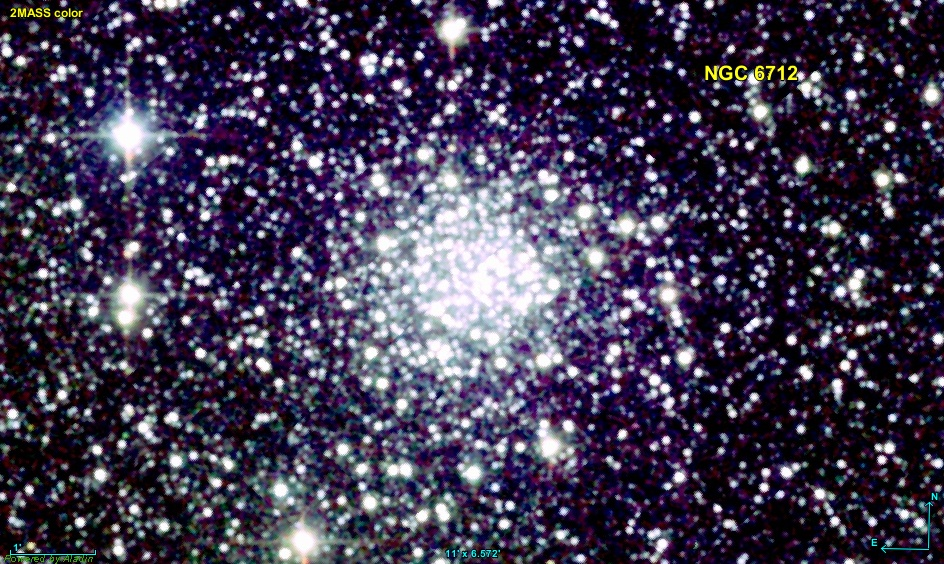
NGC 6712en infrarouge par le relevé 2MASS.